# Slimane Moula
Slimane Moula, född 25 februari 1999, är en algerisk friidrottare specialiserad på medeldistanslöpning.

## Karriär
År 2022 tog han guld på 800 meter vid de afrikanska mästerskapen.